# Cryptorhynchinae
Cryptorhynchinae Schönherr, 1825 è una sottofamiglia di coleotteri appartenente alla famiglia Curculionidae.

## Tassonomia
Comprende le seguenti tribù e sottotribù:
- tribù Aedemonini Faust, 1898
- tribù Camptorhinini Lacordaire, 1865
- tribù Cryptorhynchini Schönherr, 1825
  - sottotribù Cryptorhynchina Schönherr, 1825
  - sottotribù Mecistostylina Lacordaire, 1865
  - sottotribù Tylodina Lacordaire, 1865
- tribù Gasterocercini Zherikhin, 1991
- tribù Psepholacini Lacordaire, 1865
- tribù Sophrorhinini Lacordaire, 1865
- tribù Torneumatini Bedel, 1884

Questo raggruppamento, prima di essere considerato come una sottofamiglia a sé stante, è stato classificato in passato al rango di tribù e collocato dai vari autori nelle sottofamiglie Baridinae, Curculioninae o Molytinae.